# Stefano Anzi
Stefano Anzi (né le 21 mai 1949 à Bormio, dans la province de Sondrio, en Lombardie) est un ancien skieur alpin italien des années 1970.

## Palmarès

### Coupe du monde
- Meilleur résultat au classement général : 19e en 1971
  - 1 victoire : 1 descente

### Saison par saison
- Coupe du monde 1970 :
  - Classement général : 63e
- Coupe du monde 1971 :
  - Classement général : 19e
    - 1 victoire en descente : Sugarloaf II
- Coupe du monde 1974 :
  - Classement général : 21e

### Arlberg-Kandahar
- Meilleur résultat : 16e place dans la descente 1973 à Sankt Anton